# Celleporina avicularidentata
Celleporina avicularidentata är en mossdjursart som beskrevs av Gluhak, Lewis och Popijak 2007. Celleporina avicularidentata ingår i släktet Celleporina och familjen Celleporidae. Inga underarter finns listade i Catalogue of Life.